# Salvador Elío
Salvador Elío y Ezpeleta (Pamplona, 22 de mayo de 1816-Burdeos, febrero de 1902) fue un jurista y militante carlista español.

## Biografía
Era hijo de Joaquín Elío y Olóndriz (hermano del general Francisco Javier Elío y Olóndriz) y de María de la Concepción de Ezpeleta de Góngora y Añoa. Su hermano Joaquín Elío y Ezpeleta fue un destacado general carlista.
Al igual que su hermano Joaquín, participó en la primera guerra carlista a favor de Carlos María Isidro de Borbón y, terminada la contienda, permaneció muchos años emigrado en Francia. También trabajó por Carlos VI en la campaña carlista de 1848.
En 1851 fue a las Islas Filipinas y llegó a ser magistrado de la Audiencia de Manila, cargo que ocupó hasta 1873.
Regresado a la Península, desempeñó en el campo carlista la presidencia del Tribunal Superior Vasco-Navarro, establecido en Oñate en 1875, durante la tercera guerra carlista.
Luego fue delegado de Carlos VII en Navarra hasta 1897. Debido a los achaques de su edad se retiró a Burdeos, donde falleció a los 86 años.